# Чопівський Юрій Юрійович
Ю́рій Ю́рійович Чопі́вський — американський бізнесмен, український меценат.. Оплачував утримання офісу для українського посольства у Вашингтоні впродовж півтора року, бо у перші роки незалежності держава не мала достатньо коштів.
Президент фундації родини Чопівських. Є одним із спонсорів української програми при Стенфордському університеті.

## Життєпис
Очолює потужний будівельний концерн у Вашингтоні. У 1992 році, на початку діяльності посольства України в США, виділив у своєму офісі робочі кімнати, надав технічну допомогу і сприяв тому, щоб посольство розпочало реальну роботу по встановленню політичних та економічних зв'язків із США та відновленню співпраці з українською діаспорою Америки. Сприяв організації виставки у посольстві України за темою — «Внесок українців у сільське господарство США» і посприяв збору матеріалів для неї. Виставка мала значний успіх під час її показу у Вашингтоні, Філадельфії, університеті штату Айова.
Юрій Чопівський є одним із спонсорів української програми при Стенфордському університеті. На його думку, позитивним є також те, що програми в Стенфорді та інших навчальних закладах США та Канади надають можливість українським науковцям набути досвіду та провести дослідження у Північній Америці. Пан Чопівський каже, що бачить результати роботи подібних програм, і лише жалкує, що їх мало.
Наприкінці 1990-х придбав Замок Річарда на Андріївському узвозі у Києві. Спочатку хотів зробити магазини, офіси та ресторани, а потім збирався будувати готель. За новим проєктом Замок Річарда буде прибутковим будинком.

## Сім'я
- Дідусь — Фещенко-Чопівський Іван Адріянович (1884—1952), український вчений, громадський та політичний діяч.
- Бабуся — Синайда Чопівська
- Батько — Чопівський Юрій Іванович (1923—1988) (Професор медицини, розпочав медичні студії у Празькому університеті, а закінчив їх докторатом у Мюнхенському університеті в 1948 році. Був президентом медичного збору Грегам лікарні в Кантон (1959), потім президентом Мейсон лікарні (1962-63). Був також президентом Медичного товариства повіту Фултон, Іллінойс, а наприкінці — президентом медичного відділу Американської Міжнародної лікарні в Заян, Іллінойс).[8]
- Мати — Чопівська Софія Костянтинівна (Клепачівська)
- Брати та сестри — Чопівська Лідія Юріївна, Чопівський Андрій Юрійович, Чопівський Петро Юрійович (який у 1974 році з відзнакою закінчив Пристонський університет, в якому він концентрувався на біології та на слов'янських науках. Ще під час навчання отримав премію імені Вілліяма Бомонта за виконання праці в галузі репродуктивної фізіології, а також стипендію на подорож до СРСР для поглиблення своїх студій. Диплом доктора медицини Петро Чопівський отримав 26 травня 1978 року у Джордж Вашингтон Університеті у Вашингтоні, спеціалізувався в царині родинної медицини, практикував у шпиталі Каліфорнійського університету).
- Донька — Чопівська Алекса Юріївна (директор програм зі світової економіки в Інституті Аспена, виконавчий директор Американського центру Європейської України, засновник і виконавчий директор «Транснаціональної Освітньої Групи», для студентів спеціальності «Міжнародна інформація» на тему «Communication in US Congress and Ukraine Advocacy in America».)[9]

## Нагороди
- Орден князя Ярослава Мудрого V ступеня (23 серпня 2021) — за вагомий особистий внесок у розвиток міждержавного співробітництва, зміцнення міжнародного авторитету України, популяризацію її історико-культурної спадщини[10]